# ガラテア (衛星)
ガラテア（Neptune VI Galatea）は、海王星の第6衛星である。

## 発見と命名
ガラテアは、惑星探査機ボイジャー2号が海王星をフライバイした際に撮影された画像の中から、1989年7月に発見された。発見はデスピナ、ラリッサの発見と合わせて同年8月2日の国際天文学連合のサーキュラーで公表され、「5日間に渡って10枚の画像を捉えた」とだけ報告されており、7月28日以前のいずれかの段階で発見されたとみられる。これに伴い、S/1989 N 4 という仮符号が与えられた。
その後1991年9月16日に、ギリシア神話のネレイデスの1人、ガラテアに因んで命名され、Neptune VI という確定番号が与えられた。

## 特徴
ガラテアは海王星の衛星の中で4番目に海王星に近い軌道を公転する衛星である。ガラテアは不規則な形状をしており、地質学的に変化を起こした兆候は見られない。他の衛星と同じく、トリトンが海王星によって非常に軌道離心率が大きい軌道に捕獲された直後の摂動によって破壊されたかつての海王星固有の衛星の破片が、再び降着して形成されたラブルパイル天体だと考えられている。
ガラテアの軌道は海王星の静止軌道の下にある。そのためガラテアは潮汐力によってらせん状に軌道が減衰しており、いずれ海王星の大気に突入するか、ロッシュ限界を超えて潮汐力で粉砕され、海王星の環になると予想される。

## 環との関係

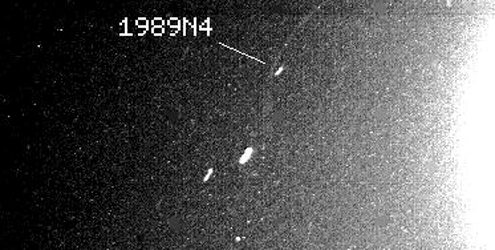
アダムズ環の内側にあるガラテア (1989N4)

ガラテアの軌道の 1,000 km 外側には海王星の環の一つであるアダムズ環があり、ガラテアはこの環の羊飼い衛星であると考えられる。アダムズ環の中にはアークと呼ばれる独特の構造があるが、ガラテアと環の 42:43 の共鳴がこの構造を形作っていると考えられている。また、ガラテアによって環に誘起される半径方向の摂動を元に、ガラテアの質量が推定されている。